# Moskva-Kazanskij banegård
Moskva-Kazanskij banegården er en af de ni store banegårde i Moskva.
Stationen ligger ved Komsomolskaja-pladsen, hvor to andre banegårde ligger: Leningradskij og Jaroslavskij.